# ファイブニーズ
株式会社ファイブニーズ（Five Needs Inc.）は東京都墨田区に本社を置く、酒類買取販売事業を中心に展開を行っている企業。

## 企業概要
2011年7月に創業。
個人から法人まで、幅広いお客様のニーズに合わせた酒類専門の買取サービス、amazonや楽天などを利用したEC販売や店舗販売を軸に事業を行っている。
他にも様々なジャンルのお酒を取り扱う角打ちスタイルのバーの経営、お酒に関するマニアックな情報を発信する総合メディアサービスの運営など、お酒にまつわるサービスや事業を幅広く展開している。

## 展開事業

### 酒類買取販売事業
総合リサイクルショップの買取ではなく、お酒に特化した買取専門店として事業を行っており、当企業のメイン事業として位置付けられている。
買取したお酒の販売については、ネットを中心としたECモール、飲食店への直接販売という形式で行っている。
買取店舗については、2022年2月現在日本全国15店舗を展開している。
各買取店舗詳細
- 北海道札幌店
  - 〒064-0825 北海道札幌市中央区北5条西25丁目4-18 フジヒロ北5条ビル1階
- 宮城仙台店
  - 〒980-0803 宮城県仙台市青葉区国分町3-2-2
- 埼玉大宮店
  - 〒330−0846 埼玉県さいたま市大宮区大門町2-86 田原ビル1F
- 千葉店
  - 〒260-0014 千葉県千葉市中央区本千葉町6-3 1階
- 錦糸町本店
  - 〒130-0012 東京都墨田区太平4-13-2 太平サクラビル3F
- 新宿歌舞伎町店
  - 〒160-0023 東京都新宿区西新宿7-10-17会田西新宿ビル1F
- 六本木店
  - 〒106-0032 東京都港区六本木3-14-9 ユア六本木3F
- 神奈川横浜店
  - 〒231-0047 神奈川県横浜市中区羽衣町3-63 羽衣ビル1階
- 愛知名古屋店
  - 〒460-0007 愛知県名古屋市中区新栄2-2−1 イノフィス 1F
- 京都店
  - 〒600-8499 京都府京都市下京区唐津屋町524-3 TSビル1F
- 大阪心斎橋店
  - 〒541-0054 大阪市中央区南本町3-2-9 本町今岡ビル 7F
- 兵庫神戸店
  - 〒650-0033 兵庫県神戸市中央区江戸町96 タイムズストロングビル103
- 広島店
  - 〒730-0029 広島県広島市中区三川町５−１４ 三川町ビル 1F
- 福岡店
  - 〒812-0035 福岡県福岡市博多区中呉服町1-5 祐徳ビル1号館 1F
- 熊本店
  - 熊本県熊本市中央区下通１丁目１０ アロービル1F

### Bar「RARE」
本店がある墨田区太平のビル1階路面店でバーを経営しており、カウンターの隣ではお酒の販売を行っており、そこで購入したお酒を角打ちで飲めるスタイルとなっている。
※コロナ禍の影響で現在営業はお酒の販売のみ行っており、飲食の営業は現在休止している。

### メディア事業
お酒の総合情報サイト「SAKE mania」を運営している。
飲食店情報、酒蔵情報、最新のイベント情報などあらゆるお酒情報を紹介している。

## 受賞歴
- 楽天ショップ・オブ・ザ・イヤー2018　受賞[1]
- ヤフオク　Best　Store　Awardｓ2023　食品、飲料部門1位　受賞
- ヤフオク　Best　Store　Awardｓ2022　食品、飲料部門1位　受賞
- ヤフオク　Best　Store　Awardｓ2021　食品、飲料部門1位　受賞
- ヤフオク　Best　Store　Awardｓ2020　食品、飲料部門1位　受賞
- ヤフオク　Best　Store　Awardｓ2019　食品、飲料部門1位　受賞
- ヤフオク　Best　Store　Awardｓ2018　食品、飲料部門1位　受賞[2]
- ヤフオク　Best　Store　Awardｓ2017　食品、飲料部門2位　受賞
- ヤフオク　Best　Store　Awardｓ2016　食品、飲料部門2位　受賞
- ヤフオク　Best　Store　Awardｓ2015　食品、飲料部門2位　受賞
- ヤフオク　Best　Store　Awardｓ2014　食品、飲料部門2位　受賞[3]
- ヤフオク　Best　Store　Awardｓ2013　食品、飲料部門3位　受賞